# 萨帕斯山
萨帕斯山（英語：Sapas Mons）是一座位于金星雅特拉区（Atla Regio）的大火山。

## 概要

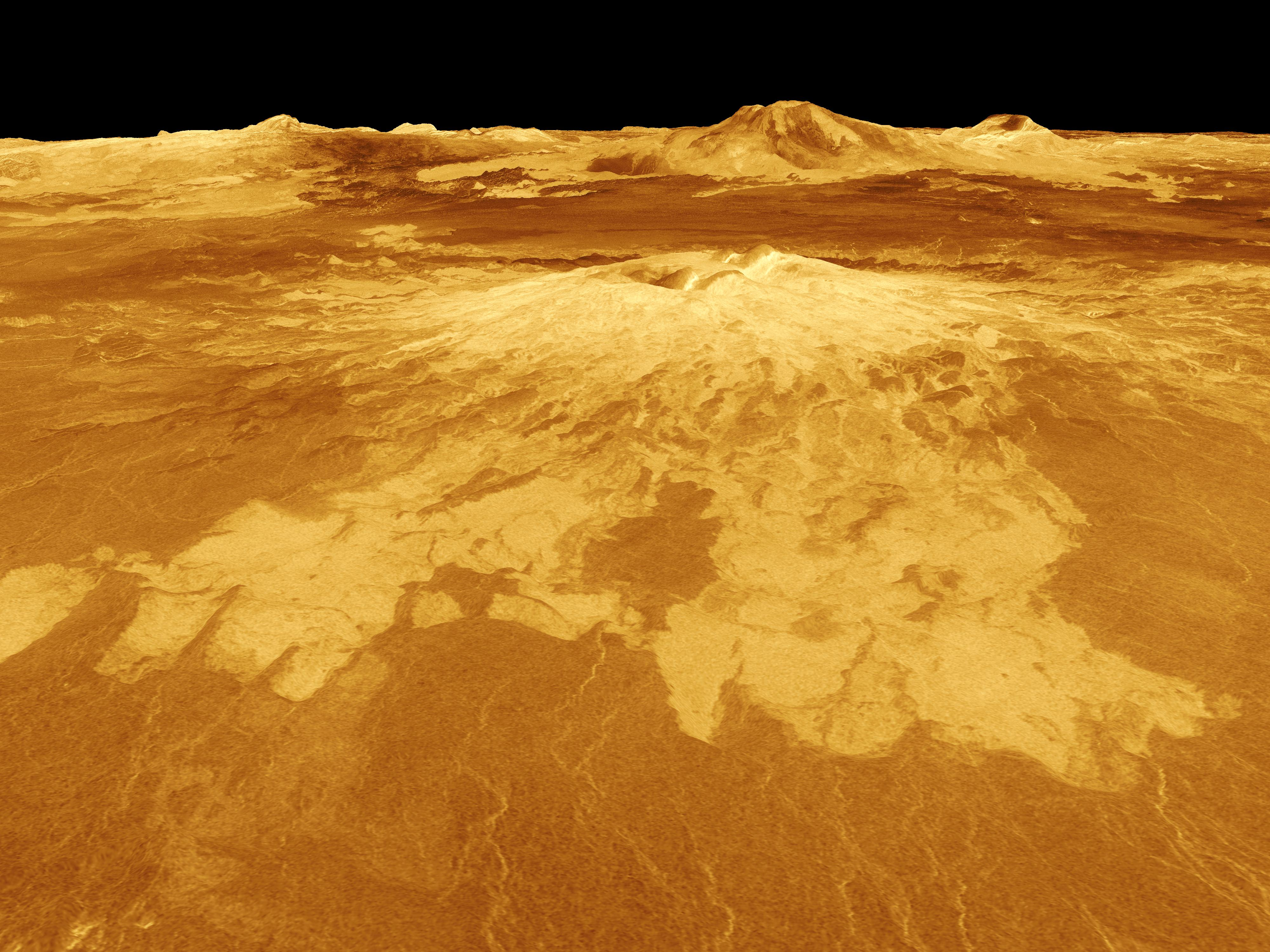
薩帕斯山立體影像。

薩帕斯山之名來自迦南的太陽女神沙帕什。該火山橫跨約400公里，高度約1.5公里。薩帕斯山的側面有許多重疊的熔岩流，而雷達影像中右下角的暗色熔岩流區域被認為比火山中心較明亮區域平坦。許多熔岩流的外觀顯示熔岩流是沿著火山側面流出，而不是從頂部的雙峰。側噴發這種噴發形式在地球上許多大型火山相當常見，例如在夏威夷的許多火山就以此形式噴發。薩帕斯山的山頂區有兩個平坦的台地，在雷達影像中是相對較暗的區域。在接近峰頂的區域是一群坑洞，部分坑洞的直徑達到1公里。這些坑洞的形成被認為是地下的岩漿庫內岩漿從其他地下管道流失後地表塌陷而形成。薩帕斯山東北方一個直徑20公里的撞擊坑被熔岩流部分覆蓋。在麥哲倫號金星探測器以前天文學家對雅特拉区所知甚少。1991年2月探測資料顯示該區域存在薩帕斯山等至少5座大型火山，而這五座火山被複雜的破碎區域或張裂帶連接。如果和地球上類似區域相比較，雅特拉区可能是在大量熔岩從金星內部自表面的熱點湧出時形成。